# 2006 en Afrique
Liste d'évènements de l'année 2006 en Afrique, sauf dans les pays ayant leur propre article.

## Organisations internationales

### Union africaine
- L’Union africaine s’est réunie en sommet à Khartoum (Soudan) les 23 et 24 janvier 2006.
  - L’Union africaine s’est prononcée contre l’extradition en Belgique de l’ancien président tchadien Hissène Habré et a annoncé la constitution d’une commission afin de trouver une juridiction africaine pour le juger.
  - Denis Sassou-Nguesso, président de la République du Congo devient président de l’Union africaine. La présidence aurait dû revenir au Soudan, mais à la demande de plusieurs pays africains, le président soudanais Omar el-Béchir a décidé de laisser sa place pour cette année. L’Union africaine est en effet un acteur dans la résolution de la guerre civile au Darfour et une présidence soudanaise aurait discrédité l’Union africaine.

### Communauté économique des États de l’Afrique de l’Ouest
- Sommet ordinaire de la CEDEAO à Niamey le 13 janvier 2006 avec les chefs d’États du Niger, Mamadou Tandja, du Mali, Amadou Toumani Touré, du Togo, Faure Gnassingbé, de la Guinée-Bissau Joao Bernardo Vieira et du Nigeria Olusegun Obasanjo. Les 10 autres pays étaient représentés par leurs ministres des affaires étrangères.

La CEDEAO a demandé au G8 d’étendre l’annulation de la dette à l’ensemble des pays membres de l’organisation. Elle a reconduit à sa tête Mamadou Tandja et a décidé de la transformation du secrétariat en commission avec un président, un vice-président et sept commissaires.
La CEDEAO se félicite de la nomination d’un premier ministre de consensus et la composition d’un gouvernement d’unité nationale en Côte d’Ivoire, ainsi que de la tenue des élections présidentielles au Liberia et en Guinée-Bissau.
Sur le plan économique, les chefs d’État de la CEDEAO souhaitent la création d’une compagnie aérienne régionale pour « surmonter les difficultés de transport aérien » dans la sous-région.
- Lors du sommet d’Abuja le 14 juin 2006, les chefs d’États de la Cédéao ont approuvé une modification de l’organisation. Le secrétariat est remplacé par une commission de neuf commissaires, issus à tour de rôle des pays membres. Le mandat de quatre ans des premiers commissaires, issu du Burkina Faso, de Côte d'Ivoire, du Ghana, du Mali, du Niger, du Nigeria, du Sénégal, de Sierra Leone et du Togo débutera en janvier 2007. Le Ghana assurera la présidence de la commission et le Burkina Faso la vice-présidence.

La Cédéao a également adopté une convention qui prévoit « d'interdire le transfert des armes légères au sein de la communauté et entre les États membres, sauf pour les besoins de sécurité légitimes de ces États ou pour leur participation à des opérations de maintien de la paix ».
- Les sommets de la Communauté économique des États de l'Afrique de l'Ouest et de l’Union économique et monétaire ouest-africaine (UEMOA) prévus les 22 et 23 décembre 2006 à Ouagadougou ont été annulés à la suite d'affrontements entre militaires et policiers dans la capitale burkinabé le 20 décembre[1].

### Communauté économique et monétaire de l'Afrique centrale
- Réunion du 7e sommet de la Communauté économique et monétaire de l'Afrique centrale (CEMAC) à Libreville (Gabon) le 16 mars 2006. Les chefs d’État de l’organisation ont décidé la mise en place d’un comité stratégique inter-États chargé d'élaborer le projet de restructuration des institutions. Ils se sont également préoccupé de la grippe aviaire, signalée au Cameroun et ont apporté un soutien au président tchadien Idriss Déby Itno dans le conflit qui l’oppose au Soudan. Idriss Déby Itno prend la présidence de la CEMAC.

### Union économique et monétaire ouest-africaine (UEMOA)
- La 10e session ordinaire de la conférence des chefs d’État et de gouvernement de l'Union économique et monétaire ouest-africaine a eu lieu le 27 mars 2006 à Niamey (Niger) en présence des présidents Mamadou Tandja (Niger), Mathieu Kérékou (Bénin), Blaise Compaoré (Burkina Faso), Amadou Toumani Touré (Mali), Abdoulaye Wade (Sénégal), et Faure Gnassingbé (Togo) et des premiers ministres de Côte d’Ivoire et de la Guinée-Bissau, respectivement Charles Konan Banny et Aristides Gomes.

Les chefs d’État n’ont pu se mettre d’accords sur les remplacements de Charles Konan Banny, nommé premier ministre en Côte d’Ivoire, à la présidence de la Banque centrale des États de l'Afrique de l'ouest (BCEAO) et de Yayi Boni, élu président au Bénin, à la tête de la Banque ouest-africaine de développement (BOAD). Ils ont décidé de prolonger les mandats des présidents intérimaires, le burkinabé Damo Justin Barro à la BCEAO et le malien Issa Coulibaly à la BOAD jusqu’à un projet sommet qui devrait se tenir à Ouagadougou.
- Les sommets de la Communauté économique des États de l'Afrique de l'Ouest (CEDEAO) et de l'Union économique et monétaire ouest-africaine prévus les 22 et 23 décembre 2006 à Ouagadougou ont été annulés à la suite d'affrontements entre militaires et policiers dans la capitale burkinabé le 20 décembre[1].

### Communauté d’Afrique de l’Est
- Lors du 8e sommet de la Communauté d'Afrique de l'Est (EAC), l’organisation est-africaine a admis en son sein le 30 novembre le Burundi et le Rwanda. Ces deux pays rejoignent le Kenya, la Tanzanie et l'Ouganda[2].

### Autres organisations
- Forum social mondial : Le 6e rassemblement altermondialiste, s’est tenu à Bamako du 19 au 23 janvier.

Le problème de la dette a été au cœur des échanges. Pour Barry Aminata Touré, présidente de la Coalition des alternatives africaines dettes et développement (CAD-Mali), « l'annulation pure et simple de la dette des pays du tiers-monde pour enfin mettre les pays pauvres sur les rails du développement ». L’agriculture et particulièrement les OGM, l’accès à l’eau et l’immigration ont également des sujets débattus par les participants.
Selon Diadié Yacouba Dagnoko, ancien ministre de la Culture et un des coordinateurs du FSM, le forum, qui a accueilli entre quinze et vingt mille participants, aurait coûté 700 millions de francs CFA.
S’inscrivant dans le cadre de la 6e édition du Forum social mondial, le Collectif citoyen pour la restitution et le développement intégré du rail (Cocidirail) a demandé la renationalisation du chemin de fer malien, la réouverture des gares fermées. Il a promis de faire battre Amadou Toumani Touré s’il se présentait à sa réélection en 2007, pour protester contre ses promesses non tenues.
- Forum des peuples : La 5e édition du Forum des peuples a eu lieu à Gao du 14 au 17 juillet 2006. Dans une déclaration finale, les participants, venu pour la plupart d’Afrique mais aussi d’Europe et d’Amérique du Nord, ont réclamé « La suppression du FMI et de la Banque mondiale et la mise sur pied d’institutions nouvelles contrôlées démocratiquement par les États et les citoyens au service du développement réel et durable », l’arrêt des privatisations et la nationalisation des sociétés stratégiques, l’annulation totale et inconditionnelle de la dette des pays du tiers-monde. Les participants également rejettent « la politique répressive et sélective de l’immigration » et demande résolution rapide des conflits au Darfour (Soudan), en Côte d’Ivoire et au Proche-Orient[3].

- Conférence internationale sur la région des Grands Lacs africains : Le 2e sommet de la Conférence internationale sur la région des Grands Lacs africains (CIRGL) s'est tenu à Nairobi les 14 et 15 décembre. Les représentants de onze pays, chefs d’État ou de gouvernement, et des représentants de l’Union africaine et des Nations unies se sont réunis et ont signé un traité régional sur la sécurité, la stabilité et le développement qui prévoit notamment un plan de développement dont le coût de deux milliards de dollars devrait être financé par les États membres, les bailleurs de fonds et la Banque africaine de développement[4],[5].

## Élections
- Bénin : élection présidentielle. Mathieu Kérékou, président sortant, ne se représentait pas. À l’issue du premier tour qui s'est déroulé le 5 mars, il a dénoncé les conditions d’organisation et évoquait des fraudes. Plusieurs partis politiques, comme la Renaissance du Bénin (RB, opposition) dénoncent également des fraudes. Des observateurs internationaux ainsi que la Communauté économique des États de l'Afrique de l'Ouest considèrent que le scrutin s’est déroulé dans des conditions satisfaisantes et dans la transparence. Selon les résultats validés par la cour constitutionnelle, Yayi Boni arrive en tête avec 35,60 % des voix devant Adrien Houngbédji qui réunit 24,23  % des suffrages. Yayi Boni remporte, avec 74,29  % des voix, le second tour de l’élection présidentielle face à Adrien Houngbédji.

- Burkina Faso : Les élections municipales organisées le 23 avril ont été largement remportées par le parti du président Blaise Compaoré, le Congrès pour la démocratie et le progrès.

- Cap-Vert :
  - Élections législatives le 22 janvier remportées par le Parti africain pour l'indépendance du Cap-Vert (PAICV) avec 50,52 % des voix (quarante sièges), largement devant le premier parti de l’opposition le Mouvement pour la démocratie (MPD, vingt-huit sièges) et l'Union cap-verdienne indépendante et démocratique (UCID, deux sièges).
  - Élection présidentielle remportée par le président sortant Pedro Pires qui obtient 51,1 % des voix face à Carlos Veiga, ancien Premier ministre.

- Comores : L’élection présidentielle s’est tenue le 14 mai 2006. Ahmed Abdallah Sambi, avec 58,02 % des voix arrive largement en tête et succède à Azali Assoumani, élu en 2002.

- Gabon : Les élections législatives se sont déroulées le 17 décembre sans incident majeur[6]. Selon les résultats confirmés le 27 décembre par la Cour constitutionnelle, la majorité présidentielle remporte 98 sièges dont 81 pour le Parti démocratique gabonais (PDG) et sept pour le Rassemblement pour le Gabon (RPG). L’opposition remporte seize sièges répartis entre cinq partis. L'Union du peuple gabonais (UPG) de Pierre Mamboundou, avec huit sièges devient le deuxième parti du pays et premier parti de l’opposition. Cinq candidats indépendants, considéré comme proche de la majorité, ont été élus[7].

- Madagascar : l'élection présidentielle a eu lieu le 3 décembre. Selon les résultats provisoires complets publiés par le ministère de l’Intérieur le 10 décembre, le président sortant Marc Ravalomanana a été réélu dès le premier tour avec 54,80  % des voix devant Jean Lahiniriko (11,68  %), Roland Ratsiraka (10,09  %), Herizo Razafimahaleo, (9,05  %) et Norbert Ratsirahonana (4,20 %). Au total, treize candidats étaient en lice. Le taux de participation s’est élevé à 61,45  %. Les candidats de l’opposition contestent la légalité de cette élection et ont déposé des recours devant la Haute cour constitutionnelle[8]. Le 23 décembre, La Haute cour constitutionnelle de Madagascar a officiellement proclamé la victoire de Marc Ravalomanana[9].

- Mauritanie :
  - Référendum pour l’adoption d’une nouvelle constitution. La participation est importante (76,51 %). Le « oui » l’emporte largement avec 96,97 %[10].
  - Des élections législatives et municipales ont lieu le 19 novembre (1er tour) et le 4 décembre (second tour des législatives). Les élections législatives ont été considérées comme libres et transparentes par l'ensemble des observateurs et des partis politiques[11]

La Coalition des forces de changement démocratique (CFCD) a obtenu 41 sièges sur 95 et devancent de peu le regroupement des indépendants, pour la plupart issus de l'ancien parti au pouvoir (trente-neuf députés). L’ancien parti au pouvoir, le Parti républicain pour la démocratie et le renouveau obtient sept députés.
- Ouganda : élection présidentielle remportée par Yoweri Museveni, président sortant avec 59,2 % des voix devant Kizza Besigye (37,3 %). Le Forum pour le changement démocratique (FCD) de Kizza Besigye a dénoncé les fraudes qui ont marqué ce premier scrutin multipartite en Ouganda.

- République démocratique du Congo : le premier tour de l’élection présidentielle et des élections législatives a eu lieu le 30 juillet 2006. Joseph Kabila, président sortant arrive en tête avec 44,81 % des voix (résultat provisoire de la commission électorale indépendante annoncé le 21 août) devant le vice-président Jean-Pierre Bemba qui obtient 20,3 %. Le second tour de l’élection, organisé le 29 octobre, a été remporté par Joseph Kabila avec 58,05 % des suffrages exprimés face à Jean-Pierre Bemba selon les résultats provisoires annoncées le 15 novembre par le président de la Commission électorale indépendante (CEI), l'abbé Apollinaire Malu Malu[13]. Ces résultats sont contestés par Jean-Pierre Bamba qui annonce le 16 novembre vouloir « user de toutes les voies légales pour faire respecter la volonté de notre peuple »[14].

- Seychelles : le président sortant James Michel a été réélu avec 54 % des voix devant Wavel Ramkalawan (Parti national des Seychelles).

- Tchad : l’élection présidentielle s’est tenue le 3 mai alors que le pays connaît depuis plusieurs semaines des troubles avec une tentative de renversement par des rebelles armés. Le président sortant Idriss Déby Itno a été réélu avec 77,53  % des voix selon les résultats annoncés le 14 mai. Les partis de l’opposition ont boycotté l’élection.

- Zambie : le président Levy Mwanawasa a dissous le 26 juillet le parlement et le gouvernement et annoncé que les élections présidentielle, législatives et locales auraient lieu le 28 septembre. L’élection présidentielle a été remportée par le président sortant Levy Mwanawasa avec 42,99  % des voix devant Michael Sata, candidat du Front patriotique, qui obtient 30  %.

## Conflits et guerres civiles

### Darfour
- Le président soudanais Omar el-Béchir refuse le déploiement des 20 000 casques bleus d'une force de maintien de la paix de l'ONU au Darfour conformément à la résolution 1706 du Conseil de sécurité des Nations unies adoptée le 1er septembre. Cette opposition, qui a reçu le soutien de la Chine, de l'Union africaine, de la Ligue arabe et de la Russie a été réitéré le 8 novembre 2006[15].

- Le conseil de paix et de sécurité de l’Union africaine a décidé le 30 novembre de prolonger de six mois le mandat de la Mission africaine au Darfour (AMIS)[16].

- Les 47 États membres du Conseil des droits de l'homme de l'ONU ont adopté par consensus un accord prévoyant d’envoyer au Darfour une mission d’expert composée cinq personnes hautement qualifiées, désignées par le président du Conseil des droits de l'homme après consultation des États membres et du rapporteur spécial sur la situation des droits de l'homme au Soudan. Cette mission doit évaluer la situation des droits de l'homme au Darfour et les besoins du Soudan à ce sujet[17]. Deux projets de résolutions étaient proposés, un par l’Union européenne proposant l’envoi d’une délégation d’experts indépendant, l’autre par l’Algérie au nom des pays africains préconisant une délégation des représentants des États. Le secrétaire général des Nations unies, Kofi Annan, avait demandé au Conseil à « ne pas perdre de temps pour envoyer une équipe d'experts indépendants et universellement respectés » afin de « demander des comptes aux responsables des nombreux crimes déjà commis »[18].

## Environnement
- Côte d’Ivoire : 528 tonnes de déchets toxiques (pétrole, sulfure d'hydrogène, phénols, soude caustique et mercaptans) en provenance d’Europe ont été déversées dans la nuit du 19 au 20 août 2006 à Abidjan par une société ivoirienne Tomy après avoir débarqué du navire grec Probo Koala, affrété par la multinationale Trafigura enregistrée aux Pays-Bas. Les émanations de ces déchets déversés dans des décharges sauvages ont entraîné dix décès, soixante-neuf hospitalisations et plus de cent mille consultations médicales selon un communiqué du ministre des affaires étrangères publié le 13 octobre. Fin septembre, le gouvernement a démissionné et les ministres des Transports et de l’Environnement sont remplacés. Ces déchets ont été rapatriés en France début novembre afin d’être traités[19]. Selon un bilan de la cellule gouvernementale de lutte contre les déchets toxiques publié le 17 février 2007, le déversement des déchets toxiques a entraîné quinze décès et soixante-neuf hospitalisation[20]. La société multinationale Trafigura, et l’État ivoirien ont signé un accord amiable prévoyant un dédommagement de la part de Trafigura de 152 millions d’euros et l’abandon des poursuites judiciaires engagées par la Côte d’Ivoire[21].

- Réchauffement climatique : Selon l’ONG Oxfam, « l'Afrique est probablement le continent le plus vulnérable à tous les effets négatifs du changement climatique et celui qui est confronté aux plus grands défis d'adaptation »[22].

## Développement
- Indice de développement humain : Le Programme des Nations Unies pour le développement a rendu le 8 novembre son rapport sur l’indice de développement humain (IDH) dans le monde, l’île Maurice est le seul pays africain ayant un IDH élevé. La Libye, l’Algérie, l’Égypte, la Guinée équatoriale, l’Afrique du Sud, le Maroc, le Gabon et la Namibie figure parmi les pays ayant un IDH moyen. Parmi les pays ayant un IDH faible, on trouve la République du Congo, le Ghana, le Togo, Djibouti, le Lesotho, le Zimbabwe, le Kenya, la Mauritanie, la Gambie, le Sénégal, l’Érythrée, le Rwanda, le Soudan, Madagascar, le Cameroun, l’Ouganda, la République démocratique du Congo, le Burundi, l’Éthiopie, le Tchad, la République centrafricaine, La Côte d’Ivoire.

Le Burkina Faso, le Mali, La Sierra Leone et le Niger sont les pays ayant le plus faible IDH. Le Porte-parole du gouvernement du Mali, Ousmane Thiam, également ministre de la Promotion des Investissements, des Petites et Moyennes entreprises, a annoncé le 26 novembre le rejet par le gouvernement du rapport estimant que les statistiques sont fausses.

## Santé
- Togo : les députés ont adopté en décembre 2006 une loi autorisant l’avortement en cas de viol, d’inceste ou si la vie de l’enfant est en danger[25].

### Choléra
- République démocratique du Congo : Selon la Mission de l'Organisation des Nations unies en République démocratique du Congo, l’épidémie de choléra qui sévit depuis octobre 2005 dans le sud-kivu a fait quatorze morts sur les 1 185 cas recensés au 1er mars.
- Angola : Une épidémie de choléra sévit à Luanda et dans six provinces du pays. Selon l’Organisation mondiale de la santé, 12 176 cas dont 576 mortel ont été recensés entre le 13 février et le 19 avril.

### Chikungunya
- Maurice : 1 173 personnes ont été infectées par le virus du chikungunya selon un bilan du 28 février 2006[réf. nécessaire].

### Drépanocytose
- Des chercheurs burkinabé ont annoncé en mars 2006 avoir découvert un médicament contre la drépanocytose. Dénommé Faca, ce médicament basé sur la combinaison de deux plantes poussant au Burkina Faso, sera fabriqué au Centre national de recherche scientifique et de technologie (CNRST) du Burkina Faso.[réf. nécessaire]

### Grippe aviaire
- Nigeria : le premier foyer africain de grippe aviaire a été décelé dans un élevage de poules pondeuses dans l’État de Kaduna, au nord du Nigeria a annoncé le 8 février l'Organisation mondiale de la santé animale (OIE).
- Égypte : le virus de la grippe aviaire est découvert chez des volailles le 17 février 2006
- Niger : le gouvernement a confirmé le 28 février l’existence de la grippe aviaire dans la région de Zinder, plus particulièrement la commune urbaine de Magaria.
- Cameroun : en mars 2006, la grippe aviaire a été détectée au nord du pays, à Maroua.
- Burkina Faso : le virus H5N1 de la grippe aviaire a été identifié le 3 avril sur trois volailles d’un élevage à Gampéla dans la banlieue de la capitale Ouagadougou.
- Soudan : Le virus H5N1 de la grippe aviaire a été découvert à Khartoum le 18 avril 2006.
- Côte d’Ivoire : l’Organisation mondiale de la santé animale a déclaré le 26 avril que deux foyers de grippes aviaires ont été découverts dans le district d’Abidjan et dans la région des lagunes.
- Djibouti : Abdallah Abdillahi Miguil, ministre djiboutien de la Santé, a annoncé le 11 mai un premier cas humain de grippe aviaire.
- Conférence de Bamako : à l’ouverture de la conférence internationale sur la grippe aviaire ouverte le 6 décembre à Bamako, Modibo Traoré, représentant de l’Union africaine a déclaré que trois (Nigeria, Soudan, Égypte) des huit pays africains touchés par la grippe aviaire « continuent d'enregistrer de nouveaux foyers ». L’épizootie de grippe aviaires a entraîné la mort ou la destruction de quinze millions de volatiles dans les huit pays touchés[26].

### Méningite
- Afrique de l'Ouest : une épidémie de méningite sévit en mars 2006 en Afrique de l’Ouest. Le Burkina Faso est le pays le plus touché avec plus de deux mille cas recensés dont 246 mortels selon Médecins sans frontières.

### Paludisme
- Afrique : la 6e journée de lutte contre le paludisme a été célébrée le 25 avril autour du thème « L'accès au traitement efficace du paludisme est un droit de tous ».

### Sida
- Bénin : le gouvernement a promulgué une loi portant sur la prévention, la prise en charge et le contrôle du VIH/Sida qui reconnaît qu'à toute personne vivante avec le VIH/Sida la jouissance sans discrimination, des droits civils, politiques et sociaux, notamment le logement, l’éducation, l’emploi, la santé et la protection sociale[27].

## Éducation
- Éducation des filles : lancement à Dakar du réseau régional pour l’éducation des filles en Afrique de l’Ouest et du Centre (United Nations Girls Education Initiative - UNGEI) qui réunit des agences des Nations unies (Unicef, Onusida, Programme des Nations unies pour le développement, Unesco, Programme alimentaire mondial, Organisation mondiale de la santé…), des membres de gouvernements et des organisations non gouvernementales. Afin d’atteindre les Objectifs du millénaire pour le développement (OMD) sur l’éducation universelle primaire d’ici 2015, les pays de la région doivent accroître le taux de scolarisation de 3,5 % par an alors que celui-ci n’était que de 1 % entre 1980 et 2001.

- enfants non scolarisés : selon le rapport annuel sur l’éducation publié par l’Unesco, trente-huit millions d’enfants sont non scolarisés en Afrique subsaharienne[28].

## Droits de l'enfant
- Travail des enfants : l’Organisation internationale du travail (OIT) a publié son deuxième rapport global sur le travail des enfants dans le Monde. L’Afrique est le continent le plus touché avec 49,3 millions d’enfants travailleurs âgés de 5 à 17 ans. Plus d’un enfant africain de 5 à 14 ans sur 4 (26,4 %) travaille[29].
  - Égypte : en marge de la Coupe d'Afrique des nations de football, une campagne intitulée « carton rouge contre le travail des enfants » a été lancée au Caire afin de «  faire de l’élimination progressive des pires formes du travail des enfants une priorité ».

- Trafic d'enfants : les représentants de vingt-six pays de la Communauté économique des États de l'Afrique de l'Ouest (Cédéao) et de la Communauté économique et monétaire de l'Afrique centrale (Cemac), réunis à Libreville (Gabon) ont travaillé du 9 au 12 mai sur un accord multilatéral de coopération dans la lutte contre la traite des enfants. Cet accord, qui doit être ratifié par les ministres des différents pays lors d’un sommet à Abuja en juillet 2006, obligera les pays concernés à ratifier le protocole de Palerme adopté en 2000 par l’Assemblée générale des Nations unies en 2000 visant à prévenir, réprimer et punir la traite des personnes, notamment celle des femmes et des enfants.

## Démographie et émigration
- Selon les autorités espagnoles, 6 000 migrants africains sont morts au cours de l’année 2006 en tentant de rejoindre les îles Canaries alors que 31 000 ont réussi à rejoindre les îles et 5 000 ont été interceptés par les garde-côtes[30].

## Sport
- Jeux de l'ACNOA : les premiers Jeux de l'ACNOA se sont déroulés à Bamako du 23 au 28 décembre 2006 avec des athlètes venus du Cap-Vert, de la Gambie, de la Guinée, de la Guinée-Bissau, du Mali, de la Mauritanieet du Sénégal[31].

### Athlétisme
- Cameroun : onzième édition de la Course de l’espoir pour l’Afrique le 26 février. Cette compétition, organisée par la Fédération camerounaise d’athlétisme a réuni un millier d’athlètes sur un parcours de 42 km avec l’ascension du Mont Cameroun.
- Mali : le Meeting panafricain de Bamako s’est tenu dans la capitale malienne le 13 avril 2006. Quarante-deux athlètes provenant de 7 pays africains (Bénin, Burkina Faso, Cameroun, Côte d’Ivoire, Mali, Sénégal et Togo) et de la France y ont participé. Le Sénégal s'est classé premier avec quatre médailles d'or, suivi par le Burkina Faso (trois médailles) et la Côte d’Ivoire (une médaille).
- Cameroun : la 7e édition du Meeting international d’athlétisme de Yaoundé (Yelaim) s’est déroulé le 8 avril dans la capitale camerounaise. Le Béninois Mathieu Gnanligo a remporté la médaille d’or au 400 mètres plat messieurs. Le Tchadien Amir Mahamat Saïr a gagné le 5 000 m messieurs. La Nigériane Sidi Bayo a remporté le 100 mètres et le 200 mètres dames.
- Sénégal : le Meeting international d’athlétisme de Dakar s’est tenu le 29 avril 2006 à Dakar.
- République du Congo : le 2e Meeting international d’athlétisme de Brazzaville a eu lieu le 21 mai.
- Maurice : quinzième édition des Championnats d'Afrique d'athlétisme du 9 au 13 août.

### Basket-ball
- Championnat d'Afrique de basket-ball féminin des 20 ans et moins Le championnat d'Afrique de basket-ball féminin des 20 ans et moins s’est déroulé à Maputo du 2 au 9 décembre 2006 et a été remporté par l’équipe malienne qui a battu l’équipe mozambicaine en finale 49 à 47[32].

### Boxe
- Championnat d'Afrique de boxe : le boxeur burkinabé Irissa Kaboré a remporté le titre de champion d’Afrique de boxe dans la catégorie super-welters (69 kg) le 31 mars à Abidjan.

### Cyclisme
- Gabon : première édition de la course cycliste internationale « Tropicale Amissa Bongo » du 12 au 15 janvier remportée par le Finlandais Jussi Veikkanen qui court dans l'équipe de la Française des jeux.
- Cameroun : le Tour du Cameroun aura lieu du 23 février au 11 mars 2006, sur un parcours de 1 650 km.
- Sénégal : La 9e édition du Tour du Sénégal a eu lieu du 7 au 17 septembre et a été remportée par Le Polonais Lukasz Podolski. Seize équipes venues d'Afrique, d'Europe et d'Asie ont parcouru 1 262 kilomètres.
- Burkina Faso : la 20e éditions du Tour du Faso s’est terminé le 6 novembre à Ouagadougou et a été remportée par le Belge David Verdonck. Le Maroc remporte le classement par équipes[33].
- Championnats d’Afrique de cyclisme 2006 : ils se dérouleront au mois de novembre à Maurice.

### Football
- Coupe d'Afrique des nations de football: Elle a eu lieu en Égypte du 20 janvier au 10 février. En finale, L'Égypte a battu la Côte d'Ivoire aux tirs au but.
- Ballon d'or africain : le Camerounais Samuel Eto'o a été désigné par la Confédération africaine de football (CAF) comme le meilleur joueur africain 2005 pour la troisième année consécutive.
- Championnat africain du football féminin : la 5e édition a eu lieu au Nigeria. Le Gabon s’était désisté pour accueillir cette manifestation sportive. En finale, le Nigeria l’a emporté face au Ghana 1-0[34].
- Coupe de la CAF : le club tunisien Étoile sportive du Sahel a remporté la Coupe de la Confédération africaine de football[35].
- Coupe d'Afrique militaire de football : le Cameroun a remporté la sixième Coupe d'Afrique militaire de football (CAMFOOT). L’équipe camerounaise a battu l’équipe malienne 1 à 0 lors de la finale qui s’est déroulé à Yaoundé le 17 décembre[36].

### Handball
- Championnat d'Afrique de handball féminin : l'Équipe d'Angola de handball féminin a remporté les 17e Championnats d’Afrique des nations de handball à Radès (Tunisie) en battant la Tunisie 32 à 30 le 20 janvier.
- Championnat d'Afrique de handball masculin : l'équipe de Tunisie masculine de handball a remporté la finale face aux égyptiens 26 à 21.

### Judo
- Championnats d'Afrique de judo : la 27e édition des Championnats d’Afrique de judo s'est déroulée du 29 mai au 5 juin à Maurice.

### Lutte
- Sénégal : un « combat du siècle » était organisé le 1er janvier à Dakar entre deux grandes figures de la lutte sénégalaise. Yakhya Diop, alias Yékini, l’a emporté sur Mouhamed Ndao, alias Tyson.

### Rugby
- Coupe d’Afrique des nations de rugby : la Coupe d’Afrique des Nations de rugby a été remportée par la Namibie le 11 novembre à Casablanca, en battant le Maroc 27 à 8[37]

## Culture
- Patrimoine mondial : cinq sites africains ont été inscrits à la liste du patrimoine mondial de l’Unesco : la ville historique fortifiée de Harar Jugol, en Éthiopie, les cercles mégalithiques de Sénégambie, en Gambie et au Sénégal, l’art rupestre de Chongoni au Malawi, l’Aapravasi Ghat à Maurice et les sites d’art rupestre de Kondoa, en Tanzanie.

- Mali : les activités célébrant Tombouctou comme capitale mondiale de la culture islamique en 2006 ont été lancées à Bamako le 25 février.

### Art
- Sénégal : la 7e édition de la biennale d’art africain contemporain de Dakar, le « Dak’art » a lieu du 5 mai au 5 juin dans la capitale sénégalaise autour du thème Afrique : entendus, sous-entendus et malentendus.

### Cinéma
- Bénin : quatrième édition de Quintessence, festival international de films à Ouidah du 7 au 11 janvier.
- Cameroun : la 10e édition du festival cinématographique Écrans noirs s’est déroulé à Yaoundé du 27 mai au 4 juin.
- Côte d'Ivoire : annonce de la sortie de Vendeur d'Illusion (VI)

- France: Le film Bamako du réalisateur Abderrahmane Sissako a reçu le Grand Prix du Public du Festival Paris Cinéma le 11 juillet 2006.
- Mozambique : le 1er festival du film documentaire, baptisé Dockanema à Maputo du 15 au 24 septembre 2006[38].
- Zambie : la 1re édition du Festival international du film de Zambie s’est tenue à Lusaka du 28 octobre au 11 novembre 2006[39].
- Sortie en France le 27 décembre du film Daratt, réalisé par le tchadien Mahamat Saleh Haroun

### Musique
- Grammy Awards : le Grammy Awards du meilleur album traditionnel de musique du monde a été décerné le 8 février 2006 à Ali Farka Touré et Toumani Diabaté pour leur album In The Heart of the Moon.
- RTI Music Awards :
- Tamani : la 4e édition des Trophées de la musique au Mali (Tamani) a été organisée à Bamako en décembre 2006. Le Tamani d’or a été remis à Salif Keïta.

### Festivals
- Bénin : 8e édition du Festival de théâtre du Bénin du 11 au 19 février à Cotonou, Porto-Novo, Ouidah, Abomey et Parakou.
- Burkina Faso : la 9e édition du Festival d'intégration artistique et culturelle des enfants, Deni Show s’est déroulée du 5 au 10 avril à Ouagadougou. Elle a réuni des enfants venant du Bénin, du Burkina Faso, de la Côte d’Ivoire, du Ghana, du Mali, du Sénégal et du Togo autour du thème « Unissons nous pour les enfants contre le Sida ».
  - La 5e éditions du festival Fêt'Arts s’est déroulée du 25 au 27 mai 2006 à Ouagadougou et Bobo-Dioulasso autour du thème « Culture et paix » et comme artiste vedette Alpha Blondy.

- Côte d'Ivoire : 
  - FIMNA (Festival International des Musiques noires). Tous les deux ans en alternance avec le Festival International de Jazz d’Abidjan.
  - Festival de danse urbaine
  - Festival MASA 8e édition.
  - FESNACI Festival national du cinéma ivoirien
  - Festival International de Jazz d’Abidjan (FIJA)
  - Festival international du dessin de presse et de la bande dessinée
  - FESTMA Festival de Maracana d'Abidjan qui a lieu à Yopougon
  - Daoukro carna-Festival 4e édition
  - Festival international de la lingerie et de la beauté d'Abidjan (FILBA)

- Guinée : 5e édition du Festival de rap africain à Conakry du 9 au 16 avril, sur le thème « enregistrons nos enfants ».

- Mali : première édition de l’African reggae festival à Bamako les 19 et 20 janvier organisée par Tiken Jah Fakoly avec le chanteur guinéen Takana Zion, le Burkinabé Jah Verity, l’Ivoirien Béta Simon, le Sénégalais Dread Maxim, le Malien Askia Modibo et le Nigérien Dias.
  - la 6e édition du Festival du désert s’est déroulée à Essakane du 13 au 15 janvier 2006, avec la participation notamment de Khaira Arby, Baba Salah, Habib Koité, Afel Bocoum, Tartit, Sekouba Bambino.
  - 3e édition du Festival international de percussion de Bamako (Festip) a eu lieu du 22 au 29 avril 2006 à Bamako et Kati au Mali.
  - La 3e édition du Triangle du balafon a lieu du 2 au 4 novembre 2006 à Sikasso. Plus de 250 artistes provenant de huit pays africains (Mali, Burkina Faso, Côte d'Ivoire, Guinée, Sénégal, Cameroun, Guinée-Bissau et Mozambique) participent à ce festival international consacré au Balafon qui associe compétitions, démonstrations, expositions et conférences[40].
  - La 4e édition du festival international « Dense Bamako Danse » a lieu dans la capitale malienne du 17 au 24 novembre. Organisé par l’association Donko Seko, ce festival de danse accueille des troupes d’Afrique du Sud, du Bénin, du Cameroun, du Mali, du Mozambique, du Sénégal ainsi que de France et d’Italie[41]
  - La 6e édition du festival Étonnants voyageurs se déroule à partir du 20 novembre à Bamako et dans neuf autres villes (Kayes, Kita, Koulikoro, Ségou, Sikasso, Tombouctou, Mopti, Gao, Kidal) avec la participation d’une soixantaine d’écrivains dont Alain Mabanckou, Abdourahman Waberi, Aminata Sow Fall[42].

- Mauritanie : la 3e édition du Festival international des musiques nomades de Nouakchott s’est tenue du 10 au 15 avril dans la capitale mauritanienne, avec la présence d’artistes mauritaniens comme Noura Mint Seymali mais aussi étrangers comme le nigérien Momar Kassé et le groupe réunionnais Salem Tradition.

- Sénégal : la 7e édition de la biennale d’art africain contemporain, le Dak’art, a lieu dans la capitale sénégalaise du 5 mai au 5 juin 2006.

### Littérature
- Prix Ahmadou-Kourouma : le prix Ahmadou-Kourouma a été décerné à Koffi Kwahulé pour son roman Babyface, publié par les éditions Gallimard.
- Prix Renaudot : l'écrivain franco-congolais Alain Mabanckou a reçu le prix Renaudot 2006 pour son roman Mémoires de porc-épic.

## Économie
- Dettes : la Banque africaine de développement (BAD) a annoncé le 20 avril 2006 l'annulation de la dette de treize pays africains (Bénin, Burkina Faso, Éthiopie, Ghana, Madagascar, Mali, Mozambique, Niger, Rwanda, Sénégal, Tanzanie, Ouganda et Zambie) pour un montant total de 8,54 milliards de dollars.

- Chine, Afrique : ouverture à Pékin du premier sommet Chine Afrique qui réunit sous l’invitation du président chinois des représentants de quarante pays africains dont vingt-quatre chefs d’État. Ce sommet a lieu alors que les échanges commerciaux entre la Chine et les pays africains se développent. Les entreprises chinoises remportent beaucoup de marchés de travaux publics en proposant des prix nettement inférieurs aux entreprises européennes[43]. À l’ouverture du sommet, le président chinois Hu Jintao a annoncé le doublement de l’aide financière de la Chine vers l’Afrique sur une période de trois ans et l’annulation d’une partie de la dette. Dans une déclaration finale, les participants mettent en avant « l'égalité politique, la confiance mutuelle, la coopération économique gagnant-gagnant et les échanges culturels »[44]